# 무아얭오고웨주

무아얭오고웨 주

무아얭오고웨주(프랑스어: Moyen-Ogooué)는 가봉의 주로 주도는 랑바레네이며 면적은 18,535km2, 인구는 60,990명(2010년 기준)이다. 북쪽으로는 월뢰은템 주, 동쪽으로는 오고웨이빈도 주, 남동쪽으로는 오고웨롤로 주, 남쪽으로는 응구니에 주, 남서쪽으로는 오고웨마리팀 주, 북서쪽으로는 에스튀에르 주와 접한다. 2개 현을 관할한다.